# Đông Hải 1
Đông Hải 1 là một phường cũ từng thuộc quận Hải An, thành phố Hải Phòng, Việt Nam.

## Địa lý
Phường Đông Hải 1 có vị trí địa lý:
- Phía đông giáp tỉnh Quảng Ninh
- Phía tây giáp quận Ngô Quyền
- Phía nam giáp các phường Đằng Hải, Đằng Lâm, Đông Hải 2
- Phía bắc giáp huyện Thủy Nguyên.

Phường Đông Hải 1 có diện tích 9,89 km², dân số năm 2022 là 22.590 người, mật độ dân số đạt 2.284 người/km².

## Lịch sử
Ngày 5 tháng 4 năm 2007, Chính phủ ban hành Nghị định số 54/2007/NĐ-CP về việc thành lập phường Đông Hải 1 trên cơ sở điều chỉnh 1.548 ha diện tích tự nhiên và 12.884 nhân khẩu của phường Đông Hải.
Tính đến ngày 31/12/2022, phường Đông Hải 1 có 9,89 km² diện tích tự nhiên và dân số quy đổi là 22.590 người.
Ngày 20 tháng 7 năm 2022, HĐND TP. Hải Phòng ban hành Nghị quyết số 26/NQ-HĐND về việc:
- Sáp nhập tổ dân phố Phương Lưu 5 và tổ dân phố Phương Lưu 2.
- Thành lập tổ dân phố Phương Lưu 3 trên cơ sở tổ dân phố Phương Lưu 9, một phần của tổ dân phố Thượng Đoạn Xá 2, một phần của tổ dân phố Thượng Đoạn 1.
- Sáp nhập tổ dân phố Phương Lưu 3 và tổ dân phố Phương Lưu 4.
- Thành lập tổ dân phố Phương Lưu 5 trên cơ sở tổ dân phố Phương Lưu 7 và tổ dân phố Phương Lưu 8.
- Sáp nhập tổ dân phố Phú Xá 3 vào tổ dân phố Phú Xá 2.
- Sáp nhập một phần của tổ dân phố Đoạn Xá 4 vào một phần của tổ dân phố Đoạn Xá 1.
- Sáp nhập tổ dân phố Đoạn Xá 3 và một phần của tổ dân phố Đoạn Xá 8 vào tổ dân phố Đoạn Xá 2.
- Thành lập tổ dân phố Đoạn Xá 3 trên cơ sở 2 tổ dân phố: Đoạn Xá 9, Đoạn Xá 10 và một phần của tổ dân phố Đoạn Xá 8.
- Thành lập tổ dân phố Đoạn Xá 4 trên cơ sở tổ dân phố Thượng Đoạn 2 và tổ dân phố Đoạn Xá 7.
- Sáp nhập một phần của tổ dân phố Đoạn Xá 4 vào tổ dân phố Đoạn Xá 5.
- Sáp nhập một phần của tổ dân phố Thượng Đoạn Xá 3 vào tổ dân phố Thượng Đoạn Xá 1.
- Sáp nhập một phần của tổ dân phố Thượng Đoạn Xá 3 vào một phần của tổ dân phố Thượng Đoạn Xá 2.
- Thành lập tổ dân phố Thượng Đoạn trên cơ sở một phần của tổ dân phố Thượng Đoạn 1 và một phần của tổ dân phố Đoạn Xá 1.

Ngày 16 tháng 6 năm 2025, Ủy ban Thường vụ Quốc hội ban hành nghị quyết sắp xếp đơn vị hành chính cấp xã của thành phố Hải Phòng năm 2025. Theo đó, toàn bộ diện tích tự nhiên, quy mô dân số của phường Đông Hải 1 được sắp xếp với một phần diện tích tự nhiên, quy mô dân số của phường phường Đông Hải 2, phường Nam Hải thành phường mới có tên gọi là phường Đông Hải.